# Acronicta virga
Acronicta virga là một loài bướm đêm trong họ Noctuidae.